# Felix Perles
Baruch Ascher Felix Perles (* 18. März 1874 in München; † 15. Oktober 1933 in Königsberg (Preußen)) war ein deutscher Rabbiner, Gelehrter und Zionist in Königsberg (Preußen).

## Leben
Felix Perles war einer von zwei Söhnen des Rabbiners Joseph Perles, der ihn in die Jüdische Religion einführte. Nach dem Abitur 1892 am Wilhelmsgymnasium München studierte er Orientalistik und Semitische Sprachen in München und am Jüdisch-Theologischen Seminar in Breslau und nach dem Tod seines Vaters wieder in München. Nach der Promotion zum Dr. phil. 1895 führte er seine Studien an der Israelitisch-Theologischen Lehranstalt in Wien fort und nahm Verbindung mit Theodor Herzl auf. 1898 bestand er in Paris die Rabbinerprüfung.
1899 wurde Perles Lehrer und stellvertretender Rabbiner der jüdischen Gemeinde in Königsberg. Perles wurde Honorarprofessor der Albertus-Universität und schrieb 426 Arbeiten über alle Bereiche der hebräischen und aramäischen Sprache sowie textkritische Untersuchungen zum Tanach. Obwohl Perles ein führender Zionist und namhafter Forscher war, lehnte er auswärtige Berufungen ab und blieb bis zu seinem Tode in Königsberg.
In der Glaubenseinstellung konservativ, war Perles gegenüber vorsichtigen Reformen aufgeschlossen. Er setzte sich unter anderem dafür ein, die Wissenschaft des Judentums durch eigene Lehrstühle an den philosophischen Fakultäten der deutschen Universitäten vertreten zu lassen. Ein Teil seiner Arbeiten wandte sich an eine breite jüdische und christliche Öffentlichkeit.
Aus seiner Ehe mit Hedwig Behr hatte er vier Söhne.

## Schriften
- Analekten zur Textkritik des Alten Testaments. München 1895.
- Zur Althebräischen Strophik. Wien 1896.
- Notes Critiques sur le Texte de l’Ecclésiastique. Paris 1897.
- Was lehrt uns Harnack? Frankfurt am Main 1902.
- Zur Erklärung der Psalmen Salomos. Berlin 1902.
- als Herausgeber: Max Grünbaum: Gesammelte Aufsätze zur Sprach- und Sagenkunde. S. Calvary & Co., Berlin 1901.
- Bousset’s Religion des Judentums im neutestamentlichen Zeitalter kritisch untersucht. Peiser, Berlin 1903.
- Aufsätze und Rezensionen unter anderem in: Orientalistische Literaturzeitung, Die Welt und Ost und West